# تيا الكردي
تيا الكردي (1997م) فنانة وعارضة أزياء سورية فازت بلقب ملكة جمال سوريا العرب ولقب ملكة جمال الأرض، وانخرطت في قضية المرأة السورية، لتقديم العون والمساعدة لآلاف النساء المتضررات من الحرب السورية.

## سيرة
ولدت تيا في العام 1997 في حي الشيخ مقصود في مدينة حلب في سوريا، وهي كردية، وانتقلت إلى العيش في بيروت ثم العراق.

## النشاطات
كان أول ظهور لتيا في مجال عرض الأزياء ومسابقات الجمال العام 2017 في لبنان، وفازت بلقب ملكة جمال العرب في الحفل الذي أقامته مؤسسة بيروت الذهبية ونادي الأسود في لبنان، في المهرجان الذي أقيم في فندق جوردان هيل لانتخاب واختيار ملكة جمال العرب وأوروبا. مثلت أول ظهور لبلدها سوريا في مسابقة ملكة جمال الأرض العام 2020.
انضمت تيا إلى جماعة عشتار النسوية وانخرطت في قضية المرأة السورية، لتقديم العون والمساعدة لآلاف النساء المتضررات من الحرب السورية، ولتلميع جمال الشخصية بجمال الفكر. وقلدت في العام 2017 لقب سفيرة النوايا الحسنة.

### التمثيل
شاركت في مسلسل البحث عن علا للنجمة هند صبري على شبكة نتفليكس، ومسلسل “شوارع الشام القديمة”.